# Aloe pembana
Aloe pembana ist eine Pflanzenart der Gattung der Aloen in der Unterfamilie der Affodillgewächse (Asphodeloideae). Das Artepitheton pembana verweist auf das Vorkommen der Art auf der Insel Pemba in Tansania.

## Beschreibung

### Vegetative Merkmale
Aloe pembana wächst stammbildend, sprosst von der Basis aus und bildet dichte Klumpen. Der aufrechte Stamm ist bis zu 2 Meter lang und 8 Zentimeter bereit. Die bis zu 20 lanzettlich verschmälerten Laubblätter bilden dichte Rosetten. Die leuchtend glänzend grüne Blattspreite ist bis zu 110 Zentimeter lang und 9,6 Zentimeter breit. Die Blattränder sind manchmal weißlich-durchscheinend. Die Blattoberfläche ist glatt und der Blattsaft hellgelb. Die weißen, manchmal braun gespitzten Zähne am Blattrand sind 1,5 Millimeter lang und stehen 6 bis 10 Millimeter voneinander entfernt.

### Blütenstände und Blüten
Der aufrechte Blütenstand besteht aus zwei bis drei (selten bis zu fünf) Zweigen und erreicht eine Länge von 60 Zentimeter. Die dichten, zylindrischen Trauben sind 5 bis 18 Zentimeter lang und 7 bis 8 Zentimeter breit. Die eiförmigen, verschmälerten Brakteen weisen eine Länge von 3 bis 5 Millimeter auf und sind 2 Millimeter breit. Die roten oder gelben, grün gespitzten Blütenknospen verblassen beim Öffnen schnell zu cremefarben oder weißlich. Die cremeweißen Blüten besitzen einen grünen Mittelstreifen und stehen an 16 bis 20 Millimeter langen Blütenstielen. Sie sind 20 bis 222 Millimeter lang und an ihrer Basis kurz verschmälert. Auf Höhe des Fruchtknotens weisen die Blüten einen Durchmesser von 6 Millimeter auf, darüber sind sie leicht auf 5 Millimeter verengt und schließlich zur Mündung hin auf 6 Millimeter erweitert. Ihre Perigonblätter sind auf einer Länge von 12 bis 16 Millimeter nicht miteinander verwachsen. Die Staubblätter und der Griffel ragen 5 Millimeter aus der Blüte heraus.

### Früchte
Die Früchte sind Beeren, die einen Durchmesser von 10 bis 12 Millimeter erreichen.

## Systematik, Verbreitung und Gefährdung
Aloe pembana ist in Tansania auf den Inseln Pemba und Misali im leichten Schatten im Küstenwald auf sandigen Böden in Höhen von etwa 3 Metern verbreitet.
Die Erstbeschreibung durch Leonard Eric Newton wurde 1998 veröffentlicht. Ein nomenklatorisches Synonym ist Lomatophyllum pembanum (L.E.Newton) Rauh (1998).
Aloe pembana wird in der Roten Liste gefährdeter Arten der IUCN als „Critically Endangered (CR)“, d. h. vom Aussterben bedroht eingestuft.

## Nachweise